# André Abellon
André Abellon est né vers 1375 à Saint-Maximin de parents aubergistes. Entré dans son jeune âge chez les dominicains, au couvent royal de Saint-Maximin-la-Sainte-Baume, il est un grand orateur et un réformateur de l'ordre.
Il enseigne la théologie à Montpellier, Paris et Avignon. Il continue de prêcher à Aix tandis que la ville est ravagée par la peste en 1445.
Parallèlement, il est réputé avoir été un peintre de talent. Quatre peintures, situées actuellement dans la chapelle Notre-Dame d'Espérance dans la Basilique Sainte-Marie-Madeleine de Saint-Maximin-la-Sainte-Baume, lui sont attribuées. 
Il meurt à Aix le 15 mai 1450.

## Vénération
- André Abellon est béatifié le 19 août 1902 par le pape Léon XIII.
- Sa fête est fixée au 15 mai
- Un retable du XVe siècle lui est dédié dans la seconde chapelle sud de la Basilique Sainte-Marie-Madeleine de Saint-Maximin-la-Sainte-Baume
- Il est représenté sur les vitraux de l'église Notre-Dame-du-Rosaire de Marseille.